# 우다웨이
우다웨이(중국어 간체자: 武大伟, 정체자: 武大偉, 병음: Wǔ Dàwěi, 1946년 12월 ~ )는 중화인민공화국의 외교관이다.

## 생애
1946년 중국 헤이룽장성 쑤이화시에서 태어났으며, 베이징 외국어대학 졸업 이후 중국 외교부에 입부하였다. 주로 아시아국에서 근무하였으며, 한국과 일본에서 모두 대사로 임명되어 활동하였다. 주한대사 시절 언론 간담회에서 북한이탈주민 강제북송에 관련하여 북한이탈주민이 난민이 아니며 이는 북한과 중국 간의 문제라고  발언하였다. 이후 외교부 부부장 및 6자 회담 중국측 수석대표로 13년 동안 활동하였다.

## 약력
- 1973년 = 주일 중국대사관 근무
- 1979년 = 외교부 복귀. 아시아국 근무. 3등 서기관
- 1980년 = 국무원 판공청 부처장
- 1985년 ~ 1989년 = 주일 중국대사관 근무. 2등 서기관, 1등 서기관
- 1989년 ~ 1992년 = 외교부 아시아국 제1비서, 처장, 참사관
- 1992년 ~ 1994년 = 외교부 아시아국 부국장
- 1994년 ~ 1998년 = 주일 중국대사관 참사관, 공사
- 1998년 ~ 2001년 = 주한 중국대사
- 2001년 ~ 2004년 = 주일 중국대사
- 2004년 ~ 2010년 = 외교부 부부장(아시아 외교와 조약관계 담당)
- 2010년 2월 ~2017년 = 한반도 사무 특별대표